# Louis Segond
Louis Segond (1810-1885) foi um teólogo suíço que traduziu a Bíblia para a língua francesa diretamente das línguas bíblicas originais. 
Nascido em Plainpalais, perto de Genebra, estudou teologia em Genebra, Estrasburgo e Bonn, tornando-se professor de teologia em 1872 em Genebra. Foi pastor da Igreja Nacional de Genebra na comuna de Chêne-Bougeries.
A sua tradução do Antigo Testamento foi publicada em 2 volumes em 1871, comissionada pela Vénérable Compagnie des Pasteurs of Geneva, seguido pelo Novo Testamento, em 1880. A versão foi completamente revisada em 1910.